# Janvier Kataka
Janvier Kataka Luvete (ur. 4 kwietnia 1947 w Ngunda) – kongijski duchowny rzymskokatolicki, w latach 1997–2024 biskup Wamby.
18 sierpnia 1974 przyjął święcenia kapłańskie. 8 września 1996 papież Jan Paweł II mianował go biskupem diecezji Wamby, 14 czerwca 1997 kanonicznie objął biskupstwo. 17 stycznia 2024 papież Franciszek przyjął jego rezygnację z urzędu i mianował ks. Emmanuela Ngonę Ngotsiego jego następcą.